# William Adam
William Adam, KC (Escócia, 2 de agosto de 1751 — Edimburgo, 17 de fevereiro de 1839) foi Membro do Parlamento (MP) no Parlamento do Reino Unido e, posteriormente, juiz escocês.

## Biografia

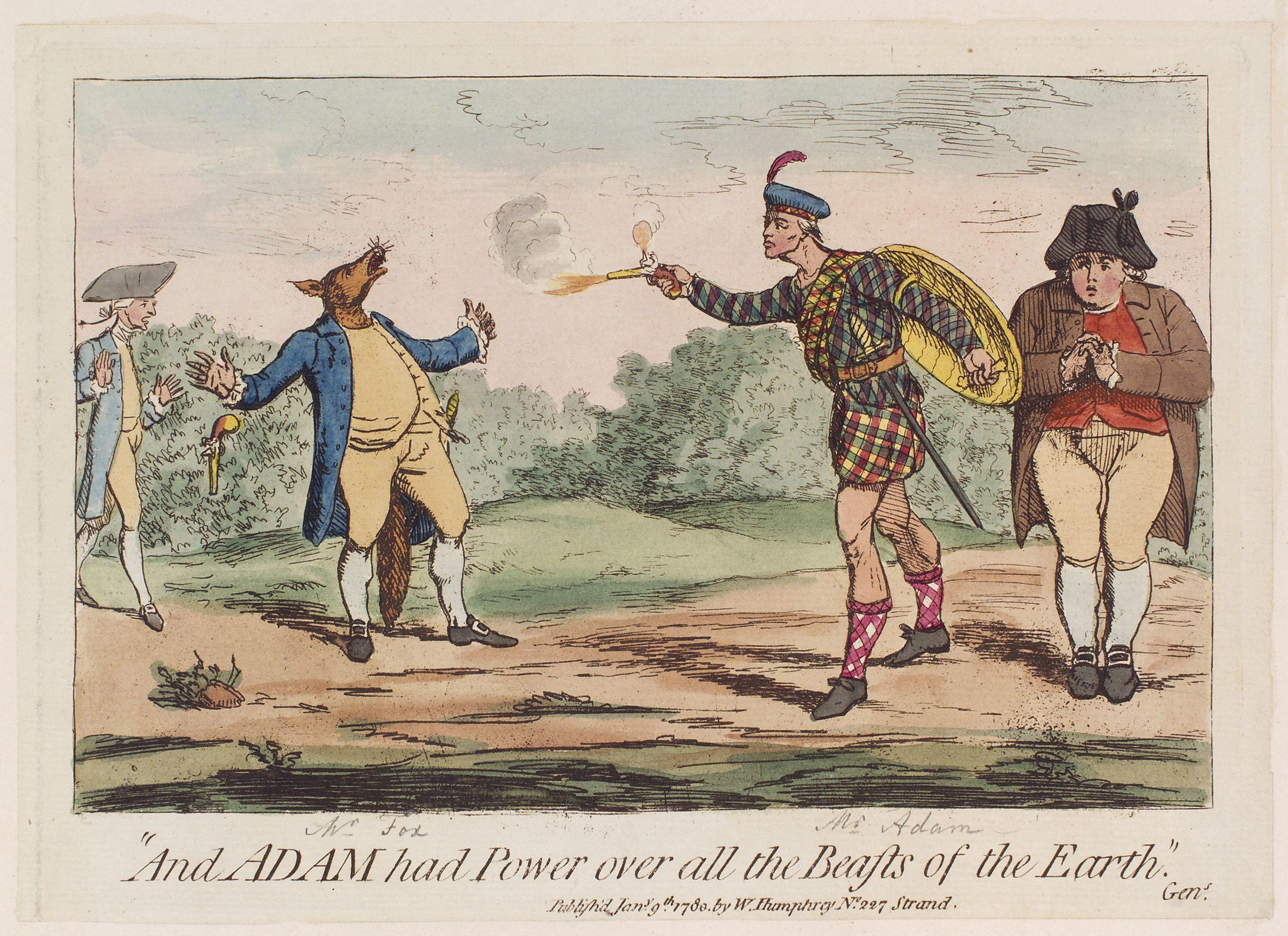
Caricatura de William Adam por James Gillray retratando seu duelo com Charles James Fox.

William Adam foi o único filho sobrevivente de John Adam, arquiteto e pedreiro mestre, que trabalhou para o Board of Ordnance, na Escócia. Sua carreira política foi afetada pelos problemas financeiros periódicos de seu pai, uma vez que sua família ora gozava de grande riqueza, ora encontrava-se em dificuldades financeiras, forçando Adam a concentrar sua atenção na sua prática jurídica.
Foi educado na Universidade de Edimburgo e na Christ Church, em Oxford. Associou-se a Lincoln's Inn em 1769, a fim de qualificar-se como barrister inglês. Tornou-se um advogado escocês em 1773 e acabou por ser chamado para atuar na Inglaterra em 1782.
Adam representou alguns círculos eleitorais no Parlamento. Foi Membro do Parlamento (MP) por Gatton 1774-1780. Representou Wigtown Burghs 1780-1784. Foi candidato ao Tesouro, como apoiador de Lorde North. Foi representante de Elgin Burghs 1784–1790. Em 1790–1794 foi novamente MP por Ross-shire. Seu último cargo parlamentar foi por Kincardineshire, que ele representou a partir de 1806 até tornar-se juiz em janeiro de 1812.
Adam teve uma postura muito dura sobre questões americanas no início de sua carreira política. Foi um crítico de seu futuro líder político, Lorde North, por ser este muito conciliador, ao invés de partir logo para a luta. Entretanto, após trilhar um curso independente até 25 de novembro de 1779, anunciou na Câmara dos Comuns, que ele agora apoiaria Lorde North. A partir daí, tornou-se amigo leal e defensor de North. Adam particularmente não gostava do líder da oposição, Charles James Fox. No começo eles travaram um duelo. Adam também atacou verbalmente Fox no Parlamento.
Adam foi indicado para o cargo político de Treasurer of the Ordnance. Ocupou esse cargo duas vezes, da primeira vez entre setembro de 1780 e maio de 1782, e novamente de abril a dezembro de 1783.
Em 17-18 de fevereiro de 1783, Adam discursou e votou contra a paz com os Estados Unidos. Depois disso, apesar de sua antiga animosidade com Charles James Fox, Adam defendeu a Coligação Fox-North como a única maneira de impedir que o partido de Lorde North tornar-se irrelevante politicamente.
Adam atuou intensamente na coleta de informações detalhadas sobre as circunscrições escocesas para ajudar seus companheiros políticos.
Mais tarde, Adam esteve menos envolvido com a política, dedicando-se a desenvolver sua carreira jurídica na Inglaterra. Através de sua amizade com o Príncipe de Gales, foi nomeado procurador-geral (1802-1805) e, em seguida, o procurador-geral do Príncipe (1805-1806). De 1806 a 1815 foi chanceler do Ducado da Cornualha, outro cargo dado de presente pelo príncipe.
Adam foi Lorde-tenente de Kinross-shire de 1802 até sua morte. Tornou-se amigo de Sir Walter Scott. Em 1812 publicou Vitruvius Scoticus, uma coleção dos projetos de arquitetura de seu avô William Adam.
Durante a Regência do Príncipe de Gales, Adam recebeu um cargo judicial na Escócia. Entre 1814 e 1819 foi Barão do Tribunal de Justiça da Fazenda Pública escocesa. Adão tornou-se membro do Conselho Privado em 17 de março de 1815. Tornou-se Lord Chief Commissioner do tribunal do júri escocês de 1815 até sua morte.

## Família

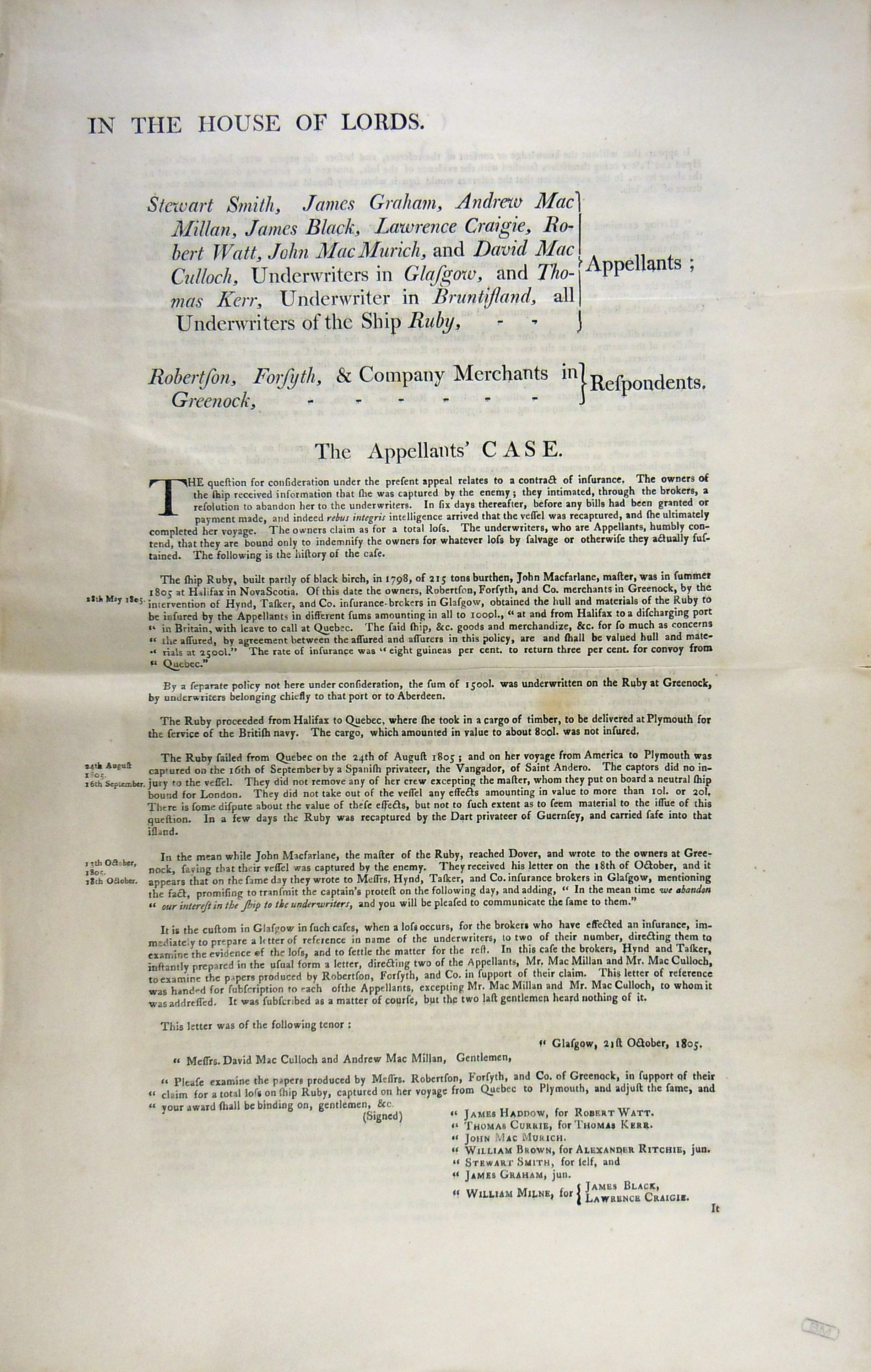
The appellants' case, por William Adam, 1812.

Em 7 de maio de 1777, William Adam casou com Eleanora Elphinstone (morta em 4 de fevereiro de 1800), filha de Charles, 10º Lorde Elphinstone. Eles tiveram seis filhos:
1. John (4 de maio de 1779 - 4 de junho de 1825), funcionário civil da Companhia Britânica das Índias Orientais, serviu como Governador-geral da Índia em 1823;
2. Charles (6 de outubro de 1780 - 16 de setembro de 1853), almirante da Marinha Real e Membro do Parlamento britânico;
3. William George (6 de dezembro de 1781 - 16 de maio de 1839), advogado;
4. Frederick (17 de junho de 1784 - 17 de agosto de 1853), general do Exército britânico, Governador de Madras 1832–37;
5. Francis James (24 de março de 1791 - 8 de junho de 1820);
6. Clementina (morta em 29 de outubro de 1877), casou em 27 de abril de 1807 com John Anstruther–Thomson, DL, de Charleton, Fife.[2]